# Valentín Vallhonrat
Valentín Vallhonrat Ghezzi (Madrid, 1956) es un fotógrafo, comisario artístico y profesor universitario español.

## Biografía
Valentín Vallhonrat estudió Ciencias de la Información en la Universidad Complutense de Madrid. Desde 1986 colabora como fotógrafo con la revista Vogue en sus ediciones inglesa, italiana, alemana, portuguesa y japonesa. Realiza múltiples campañas publicitarias de ámbito nacional e internacional y es profesor del máster en estudios curatoriales en la Universidad de Navarra.
En los años noventa realizó tirajes especializados de fotografía para múltiples exposiciones por todo el mundo. Desde 1996 está asociado con el fotógrafo Rafael Levenfeld para el archivo, la conservación y la exposición de colecciones fotográficas. Su obra ha sido expuesta en museos como el Museo Español de Arte Contemporáneo de Madrid, el Centro Andaluz de Arte Contemporáneo en Sevilla, el Museo Nacional Centro de Arte Reina Sofía, el Museo Nacional de Arte de Cataluña, el Museo de Arte Multimedia de Moscú y el National Science and Media Museum en Bradford (Reino Unido), entre otros.
En 1990 recibió el premio Cecil Beaton de fotografía y en 2018 la medalla de plata del Museo Universidad de Navarra, entidad en la que participa en su dirección artística.